# Anicio Olibrio
Flavio Anicio Olibrio (latino: Flavius Anicius Olybrius; Roma, ... – 22 ottobre o 2 novembre 472) è stato imperatore dell'Impero Romano d'Occidente, da aprile o maggio del 472 fino alla sua morte, per volere del generale romano di origine barbara Ricimero.
Olibrio è considerato un chiaro esempio di un imperatore che in realtà non regnò: furono Ricimero e suo nipote Gundobado a regnare al suo posto, mentre lui era probabilmente interessato alla religione.

## Biografia

### Origini
Nativo di Roma, Anicio Olibrio era membro dell'antica e potente gens Anicia, di origini italiche.
Secondo una ipotesi largamente accettata, era il nipote del console Flavio Anicio Ermogeniano Olibrio, la cui moglie e cugina era Anicia Giuliana, stesso nome che Anicio Olibrio diede alla propria figlia. Secondo altri, si tratta di una coincidenza, in quanto il nome «Giuliano» e suoi derivati erano molto diffusi nella gens Anicia; inoltre Ermogeniano avrebbe avuto solo una figlia, che pare abbia preso i voti di castità: Olibrio sarebbe allora, secondo alcuni indizi, il figlio di Petronio Massimo.
Nel 454 Olibrio sposò Placidia, figlia minore dell'imperatore Valentiniano III e di Licinia Eudossia: questo matrimonio con un membro della famiglia imperiale servì a legare Olibrio, un esponente dell'aristocrazia senatoriale, direttamente alla casata di Teodosio.

### Genserico
Nel 455 Valentiniano III fu assassinato, probabilmente su istigazione del patrizio Petronio Massimo, che gli succedette al trono. Petronio, importante funzionario imperiale e originario di una famiglia di rango senatoriale, sposò la vedova di Valentiniano Licinia Eudossia e fece sposare al proprio figlio Palladio (proclamato Cesare) Eudocia, figlia di Valentiniano ed Eudossia. Secondo l'ipotesi che Petronio fosse il padre di Anicio Olibrio, il matrimonio di Olibrio e Placidia sarebbe avvenuto in questo anno — tra il 17 aprile, data della presa di potere da parte di Petronio, e il 31 maggio data della sua morte — e costituirebbe un ulteriore tassello nella politica matrimoniale di Petronio.
I Vandali di Genserico approfittarono della confusione e della debolezza dell'apparato imperiale per recarsi in Italia e saccheggiare l'antica capitale dell'Impero. Prima di tornare al loro regno africano, i Vandali presero in ostaggio Licinia Eudossia e le sue due figlie, Eudocia e la stessa Placidia: lo storico bizantino Giovanni Malalas racconta come all'epoca Olibrio fosse a Costantinopoli.
Durante la sua permanenza nella capitale d'Oriente, Olibrio espresse il suo interesse per le questioni religiose: è infatti testimoniata la sua visita a Daniele lo Stilita, il quale profetizzò la liberazione di Licinia Eudossia. Nel 461 la profezia di Daniele si verificò. Alla morte dell'imperatore Maggioriano, il trono d'Occidente era vacante. Genserico, il cui figlio Unerico aveva sposato la sorella maggiore di Placidia, Eudocia, reclamò l'Impero d'Occidente per Olibrio, allo scopo di avere un proprio parente sul trono. Liberò dunque Licinia Eudossia e Placidia, ma non smise di attaccare l'Italia, in modo da sostenere la propria richiesta con la pressione militare. Le richieste di Genserico non furono accolte, in quanto Libio Severo fu posto sul trono d'Occidente per volere del magister militum (ed effettivo detentore del potere) Ricimero; Placidia raggiunse Olibrio a Costantinopoli, dove un anno dopo, nel 462, gli diede una figlia, Anicia Giuliana.
Ancora nel 465, in occasione della morte di Libio Severo, Genserico sostenne la candidatura di Olibrio, ma anche questa volta le sue speranze andarono deluse con l'ascesa al trono del candidato d'Oriente, Antemio. Tra i due episodi, Olibrio tenne il consolato per l'anno 464, scelto come console dalla corte orientale.

### Regno
Le fonti concordano sul fatto che Olibrio fu posto sul trono imperiale dal magister militum dell'Occidente, il barbaro Ricimero, in opposizione al legittimo imperatore Antemio, ma esistono due versioni della nomina, che contrastano per tempi e modalità.
Secondo una prima versione, nel 472 Olibrio fu inviato in Italia dall'imperatore Leone I per mediare tra Antemio e il suo genero e magister militum Ricimero, in lotta per detenere il potere effettivo sull'impero; il mandato di Leone a Olibrio era quello di proseguire per l'Africa, per la corte di Genserico, per stipulare una pace tra i Vandali e l'Impero d'Oriente. Leone però temeva un'alleanza tra Genserico e Olibrio, così, dopo che Olibrio fu partito, inviò a Roma un messaggero con delle lettere per Antemio, suggerendogli di far assassinare Ricimero e Olibrio. Accadde però che Ricimero avesse organizzato un posto di blocco ad Ostia, in cui incappò il messaggero di Leone lì sbarcato: venuto in possesso della lettera di Leone ad Antemio, Ricimero fece assassinare Antemio (11 luglio), che si era rifugiato nella basilica di San Pietro in Vaticano, e mise sul trono al suo posto Olibrio, che era un ottimo candidato alla porpora imperiale in quanto era un esponente dell'aristocrazia senatoriale romana e imparentato con Teodosio I (in effetti, a causa del suo matrimonio con Placidia, può essere considerato l'ultimo membro della casata di Teodosio).
Una seconda versione vuole che l'elezione di Olibrio sia avvenuta diversi mesi prima della morte di Antemio, nell'aprile o nel maggio del 472. Secondo questa versione, Ricimero avrebbe attaccato direttamente Antemio, assediandolo in Roma e proclamando imperatore Olibrio; dopo cinque mesi di assedio, i collaboratori di Antemio l'avrebbero abbandonato, e l'imperatore fu obbligato a nascondersi tra i supplicanti di san Crisogono, a Santa Maria in Cosmedin, ma qui fu ucciso dal nipote di Ricimero.

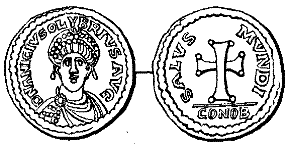
Riproduzione di una moneta di Olibrio recante al rovescio una croce e la legenda SALVS MVNDI

Il regno di Olibrio fu breve, e privo di eventi significativi. Ricimero morì poco dopo Antemio, il 9 o il 19 agosto, e al suo posto Olibrio nominò magister militum il nipote Gundobado, accusato di essere l'assassino di Antemio. Non si sa nulla delle politiche di Olibrio, ma si può intuire che fosse un uomo religioso, e che il suo regno sia stato caratterizzato da atti coerenti con questa visione. Un indizio importante è l'emissione di monete d'oro con una croce e la nuova legenda a carattere religioso SALVS MVNDI («Salvezza del Mondo») invece della consueta SALVS REIPVBLICAE («Salvezza dello Stato»).
Olibrio morì di malattia, forse per un edema, dopo solo sette mesi di regno. Le fonti sono discordanti sulla data di morte, collocata a seconda dei casi il 22 ottobre 472 o il 2 novembre.
Olibrio e la figlia Giuliana avevano un palazzo a Costantinopoli, nella decima regione, a un'estremità della Mesa, la strada principale, lungo la Costantinianae; a fianco di esso Giuliana costruì la basilica di San Polieucto. Olibrio, cui era intitolato il palazzo, si premurò anche di restaurare le decorazioni della chiesa di Sant'Eufemia a Calcedonia: la chiesa era famosa per essere stata scelta dalla sorella di Teodosio II, Pulcheria, come sede del quarto concilio ecumenico del 451; la scelta ribadiva la connessione di Olibrio, un senatore romano, con la casata di Teodosio.